# Тито, Тебуроро
Тебуроро Тито (англ. Teburoro Tito; род. 25 августа 1953, Табитеуэа, Острова Гилберта) — четвёртый президент Республики Кирибати. Трижды избирался на пост президента страны. Впервые избран в 1994 году, переизбран в 1998 году, набрав 52 % голосов. Затем победил на выборах в феврале 2003 года, набрав 50,17 % голосов и обойдя своих соперников, Табераннанга Тимеона (англ. Taberannang Timeon), набравшего 48,24 % голосов, и Бакееуа Бакееуа (англ. Bakeeua Bakeeua), набравшего 1,23 % голосов. Но менее чем через месяц ему был объявлен парламентом импичмент. Одной из причин послужило решение президента продолжить аренду за счёт бюджета страны у французской компании самолёта ATR-72-500 (за 6 месяцев аренды было выплачено A$ 10 млн.).
Президент Тито в своих выступлениях в ООН подчёркивал негативные последствия глобального потепления не только для Кирибати, но и для всех тихоокеанских государств и территорий. При нём была также построена в Южной Тараве китайская станция слежения за спутниками, которая впоследствии была ликвидирована при президенте Аноте Тонге в связи с установлением дипломатических отношений между Кирибати и Китайской Республикой (Тайванем).
В период его нахождения на посту президента в 1995 году была передвинута Линия перемены дат, таким образом, остров Каролайн в составе республики стал первым населённым местом Земли, встретившим наступление нового тысячелетия.
В октябре 2002 года была принята поправка к Закону о регистрации газет, согласной которой правительству страны было дано легитимное право на отзыв лицензии у различных газетных изданий, если публикации в этих газетах оскорбляют чувства народа или способствуют своими газетными статьями распространению преступности.